# Harry C. Pohlman Field
Le Harry C. Pohlman Field est un stade de baseball situé à Beloit dans le Wisconsin. 
Cette enceinte de 3 501 places est la résidence du club des Beloit Snappers, une équipe de Ligue mineure de baseball des Athletics d'Oakland.

## Historique
La construction du stade a débuté en 1981 et s'est terminée en avril 1982. Il est dénommé le "Telfer Park" jusqu'en 1987 avant de prendre le nom d'Harry Pohlman, un entraineur du système scolaire de Beloit et de l'American Legion Baseball, aussi membre fondateur du bureau de direction des Beloit Brewers. 